# Insetticida

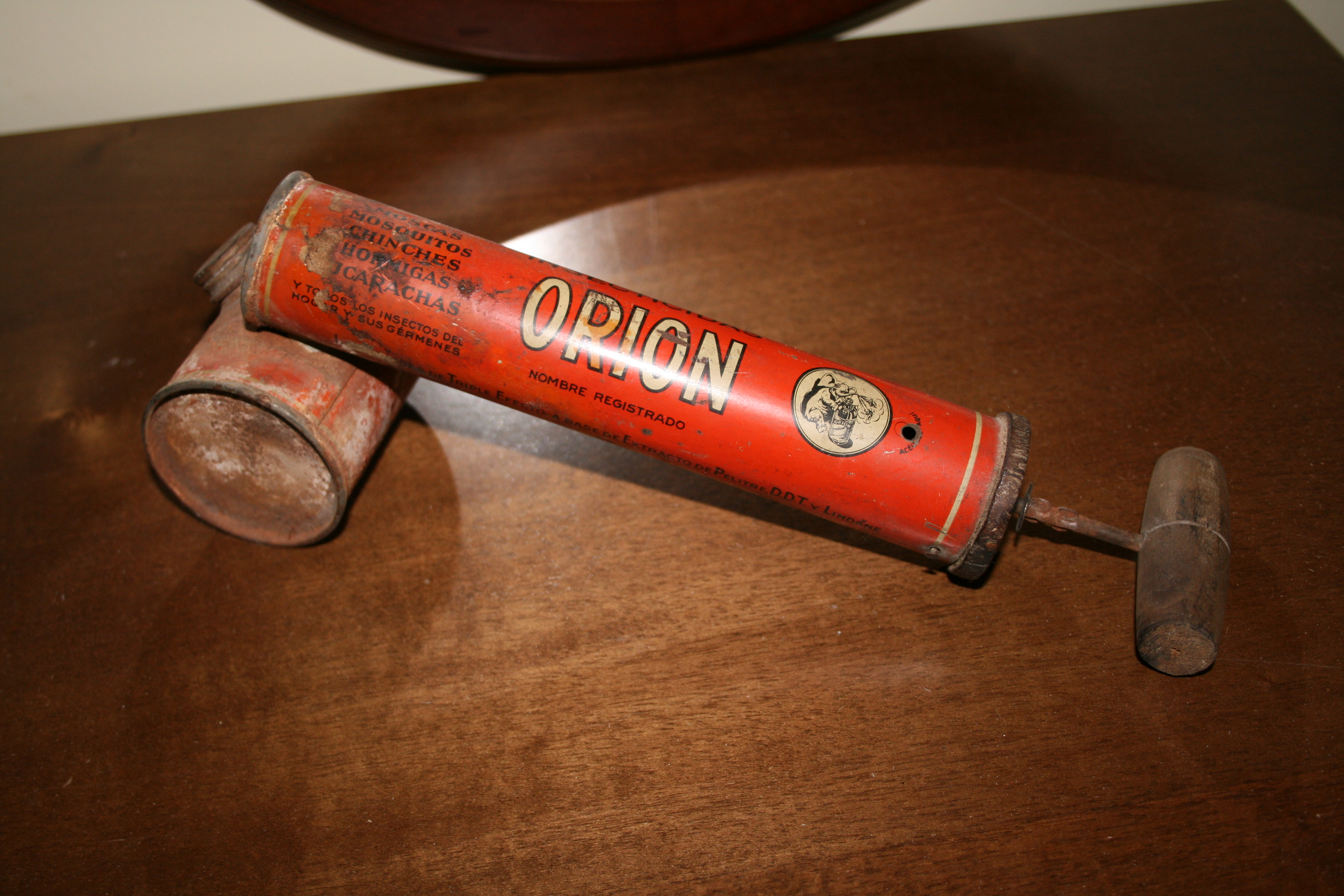
Un vecchio polverizzatore manuale di insetticida per uso domestico. Il suo impiego è andato in disuso con l'avvento dei propellenti e la conseguente diffusione degli attuali erogatori spray.

Un insetticida è una sostanza inorganica o organica, ricavata dalla natura o sintetizzata, formulata in modo da esplicare la massima azione tossica, caustica, o comunque incompatibile con la vita degli insetti.
Molti insetticidi possono uccidere indirettamente gli insetti e svolgere la loro azione tossica anche nei confronti di altri esseri viventi, sia dannosi come acari (acaricidi), nematodi (nematocidi), molluschi gasteropodi (molluschicidi), roditori (rodenticidi), sia bersagli indiretti o involontari come gli animali superiori e l'uomo.

## Formulati commerciali
I formulati in commercio contengono anzitutto il principio attivo o puro (p.a.) che viene definito prodotto tecnico se il suo grado di purezza è inferiore al 98%; vengono aggiunte sostanze inerti o vettrici per assicurare l'uniformità del prodotto e sostanze coadiuvanti (nei trattamenti liquidi). Le sostanze vettrici sono di massima utilità per prodotti da usare in piccole dosi a causa del loro alto potere tossico (> 1 kg o Litro per ettaro).
La dose d'impiego viene ottenuta dopo ulteriore aggiunta di acqua o sabbia o concimi.
I coadiuvanti sono indispensabili per la distribuzione, per la stabilità, la permanenza sulla pianta e spesso potenziano l'azione del prodotto tecnico. La percentuale di p.a. di solito non supera il 10% del formulato.

### Formulati per trattamenti a secco

#### Polveri secche
Sono miscele fini di tossici a bassa percentuale con polveri di silicio, argilla, talco, ecc. che non devono reagire con prodotto tossico. Le dimensioni ed il peso delle polveri devono essere abbastanza vicini a quelle del tossico per evitare che si separino. L'adesione delle polveri è dovuta sia alla gravità sia alla attrazione elettrostatica tra la carica del substrato (negativa) e quella della particella (positiva). Per aumentare quest'ultima, la polvere viene fatta passare attraverso campi ionizzanti o griglie. Le polveri secche sono utilizzate soprattutto nella concia delle sementi in modo che essa rimanga aderente al seme per proteggerlo.

#### Granuli
I granuli, o microgranuli offrono il vantaggio di poter essere mescolati a concimi e sementi. Come vettori del tossico vengono utilizzati granelli di attapulgite, un silicato di magnesio e di alluminio fortemente assorbente, delle dimensioni di 0,3 -0,7 mm o anche fino a 2–3 mm. I granelli sono estremamente porosi e quindi sviluppano una superficie enorme. Un kg di granelli ne contiene fino a 6 milioni con una superficie assorbente di 13 ettari. Il p.a. viene riparato da una rapida degradazione e rilasciato lentamente. Altri vantaggi sono la persistenza e la distribuzione localizzata.

#### Pellets
Si ottengono addizionando ai formulati insetticidi sostanze appetenti e comprimendo la miscela in forma di cilindretti o glomeruli che funzionano da esche.

#### Esche
Sono il metodo tradizionale contro insetti terricoli masticatori. Viene utilizzata una sostanza appetita dalle specie da contrastare (crusca, risina, cariossidi di mais frantumate, ecc.) a cui viene aggiunto l'insetticida insieme a latte in polvere, zucchero, melasso, ecc.). La medesima tecnica viene utilizzata per la distribuzione dei chemiosterilizzanti contro formiche, le quali, trasportandole nel nido e alimentandone la regina, ne provocano la sterilizzazione. Contro le blatte si utilizzano esche all'acido borico che hanno azione lenta ma duratura.

#### Microcapsule
Formulazioni intermedie tra secco e liquido, sono a base di gelatina o polimeri speciali. Con la coacervazione si incorporano in capsule di 3-50 µm il tossico: questa tecnica comporta aumento di persistenza, abbassamento del rischio di tossicità, selettività, adesione elettrostatica maggiore, possibilità di distribuzione anche in acqua. Hanno l'inconveniente di essere ingerite dalle api perché somigliano ai granelli di polline; quindi, siccome aderiscono al corpo delle api, vengono ingerite con le operazioni di pulizia.

### Formulati per trattamenti liquidi

#### Polveri bagnabili
Vengono mescolate con acqua ottenendo delle sospensioni. Contengono il principio attivo disperso nei vettori già visti per le polveri secche.

#### Sospensioni concentrate
Alcuni insetticidi sono prodotti in liquidi concentrati, con addizione di acqua e sospensivi e di alginati, polisaccaridi, anticongelanti. Queste formulazioni si diluiscono in acqua, come per le polveri bagnabili e le emulsioni.

#### Emulsioni concentrate
Contengono il principio attivo disciolto in un solvente che funziona da vettore e che può essere cicloesanone, xylolo, kerosene reso inodore. Il solvente non è solubile in acqua ma è possibile ottenere delle emulsioni con acqua e vettore solvente mediante l'aggiunta di un opportuno emulsionante; si forma un'emulsione lattescente omogenea e stabile.

### Formulati particolari

#### Lacche insetticide
Su superfici esposta a dilavamento, che asporterebbe l'insetticida, si può ottenere una persistenza molto lunga (fino a 6 mesi) includendo l'insetticida in un formulato gel realizzato con metilcellulosa.

#### Inclusioni in polimeri
Gli insetticidi che vengono dati al terreno e che entrano in circolazione nella pianta (geosistemici) possono essere resi persistenti includendoli in polimeri: questi sono biodegradabili e rilasciano il tossico in modo lento e costante. L'insetticida in emulsione, che di solito contiene il 20%, viene mescolato ad un'altra emulsione che contiene un polimero sintetico al 50% in acqua. La miscela così composta viene ulteriormente diluita in un corrispondente volume di acqua e viene iniettata intorto alle radici degli alberi da proteggere.

#### Formulati per iniezioni nei tronchi
Mediante iniettori, insetticidi ed anticrittogamici possono essere immessi nei tronchi degli alberi, in modo che il tossico possa scorrere con la linfa ascendente. Il prodotto può anche essere messo nel legno in forma plastica di capsule pressurizzate, in modo che ceda lentamente il tossico.

## Coadiuvanti

### Sospensivanti
Nella miscelazione di polveri bagnabili con acqua, le fasi solida e liquida tendono a separarsi per sedimentazione delle particelle. Per impedirlo si utilizzano i sospensivanti, sostanze anticoesive o disperdenti che stabilizzano il sistema facendo diminuire la coesione tra le particelle. Tra le sostanze usate a questo scopo vi sono fecola, gelatine, gomma arabica, ecc.

### Emulsionanti
Gli emulsionanti sono sostanze le cui molecole sono dotate di un'estremità idrofila, attratta dall'acqua, e l'altra lipofila, attratta dall'olio; queste molecole stabilizzano il contatto acqua-olio e, quindi, il sistema liquido-liquido (acqua e olio sono portati a ridurre al minimo la loro superficie di contatto ed a separarsi). Si utilizzano come emulsionanti alcoli superiori, caseine, sali di ammonio, saponi, gelatine, gomma arabica.

### Bagnanti
I bagnanti sono stabilizzanti (ipotensivi) in grado di abbassare considerevolmente la tensione superficiale e quindi inducono il liquido a spandersi molto sulle superfici trattate, cioè aumentano il potere coprente della miscela perché aumentano il rapporto superficie/volume per ogni goccia di liquido. Si utilizzano saponi di sodio e di potassio degli acidi grassi superiori (in particolare il sapone molle), solforati di alcoli superiori, eteri polietilenico-glicolici di alchilfenoli, ecc.

### Adesivanti
Gli adesivanti aumentano l'adesione della miscela al substrato. Caseine, farine, resine naturali, polimeri butenici conferiscono potere collante agli antiparassitari.

### Attivatori e deattivatori
Sostanze solitamente non insetticide che attivano o potenziano l'azione tossica dell'insetticida.

### Aerosol e spray
Questi tipi di formulati utilizzano un vettore (gas inerte: di solto CO2, freon 12) in forma liquida nel quale liquido viene disciolto l'insetticida concentrato. Il tutto è contenuto in bombole dalle quali il formulato esce con violenza premendo una valvola. Il gas si disperde rapidamente mentre l'insetticida rimane sospeso nell'aria in particelle da 1 a 100 μ (micron). La nebulizzazione degli aerosol lasciano goccioline di liquido insetticida persistenti nell'aria che cadono in tempi inversamente proporzionali alle loro dimensioni:
| Diametro microgocce (mm) | Tempo minimo di caduta |
| 0,005                    | 30 min.                |
| 0,010                    | 10 min.                |
| 0,050                    | 20 sec.                |
| 0,100                    | 5 sec.                 |

Gli aerosol vengono utilizzati per la disinfestazione di ambienti chiusi, ma non vanno utilizzati sulla vegetazione in quanto sono fitotossici.
Gli aerosol possono anche essere ottenuti in campo mediante generatori meccanici (nebbiogeni): si tratta di dischi rotanti sui quali arriva il getto liquido: i generatori, inoltre, vaporizzano il petrolio inodoro in cui è disciolto l'insetticida mediante riscaldamento ed i vapori, a contatto con l'aria più fredda formano una fitta nebbia.

## Principi attivi

### Inorganici

#### Zolfo puro e Polisolfuri
Lo zolfo puro, utilizzato principalmente come antioidico, ha azione collaterale contro le neanidi di Afidi e Tisanotteri e contro Acari.

I Polisolfuri (mono, bi, tri, tetra, penta-solfuri, solfati, solfiti, tiosolfati) invece, sono miscele insetticide che operano per contatto o asfissia e come fungicidi. Fra questi si hanno:
- Polisolfuro di calcio.
Detto anche poltiglia solfo-calcica, è composto da zolfo, calce viva e acqua nelle proporzioni rispettivamente di 2:1:13 e preparata a caldo finché non acquista il colore rosso mattone. Va usata in base alla densità (misurata a densimetro Beaumé). Ha ottimo potere adesivo e deve coprire uniformemente le parti da trattare. È alquanto fitotossica per cui la dose da diluire in acqua, al momento dell'applicazione, varia a seconda della temperatura e periodo vegetativo della pianta. Attualmente, in agricoltura, è l'unico polisolfuro autorizzato per l'impiego.
- Polisolfuro di bario. 
È meno alcalino di quello di calcio (quindi meno fitotossico). È una polvere solubile grigio-verde con il 40-50% di zolfo attivo). È da utilizzare su piante delicate. Viene adoperato al 4-9% in inverno ed all'1-2% in estate. Attualmente non esistono più preparati autorizzati per l'impiego in campo vegetale.
- Polisolfuri organici. 
Sono paste contenenti zolfo libero al 42-50% in composizioni organiche. Sono poco fitotossici ed indicati per piante delicate.

#### Altri principi attivi inorganici
- Derivati dello zinco 
Il fosfuro di zinco (Zn3P2) una polvere fortemente tossica, di colore nerastro e pesante viene utilizzata nella preparazione di esche avvelenate contro i parassiti domestici ed i roditori. È considerato il più potente rodenticida.
- Calce 
La polvere di ossido di calcio (calce viva) ha azione insetticida, caustica contro larve di insetti a tegumento vischioso.
- Boro 
Polveri di acido borico, biborato e tetraborato di sodio, utilizzate contro insetti domestici.
- Polveri minerali 
Si tratta di polveri abrasive quindi di insetticidi per abrasione, specialmente a livello delle membrane cuticolari e per ingestione (ceneri vulcaniche, farine fossili, polveri di silicio, carborundum).
- Aerogel di silicio (Silikil)
Viene ottenuto dalla reazione tra acido solforico e silicato di sodio. Ha effetto abrasivo sulla cuticola degli insetti e provoca morte per disidratazione in 3-4 ore dal contatto. Bassa tossicità ma molto efficace contro insetti striscianti.

### Organici di origine vegetale

#### Piretrinici e piretroidi

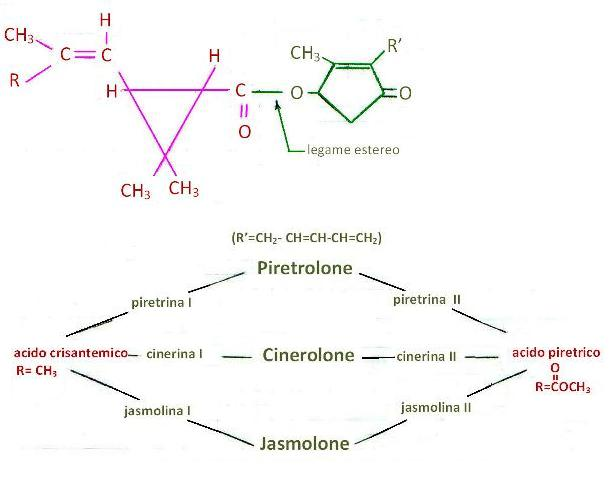
Piretrinici

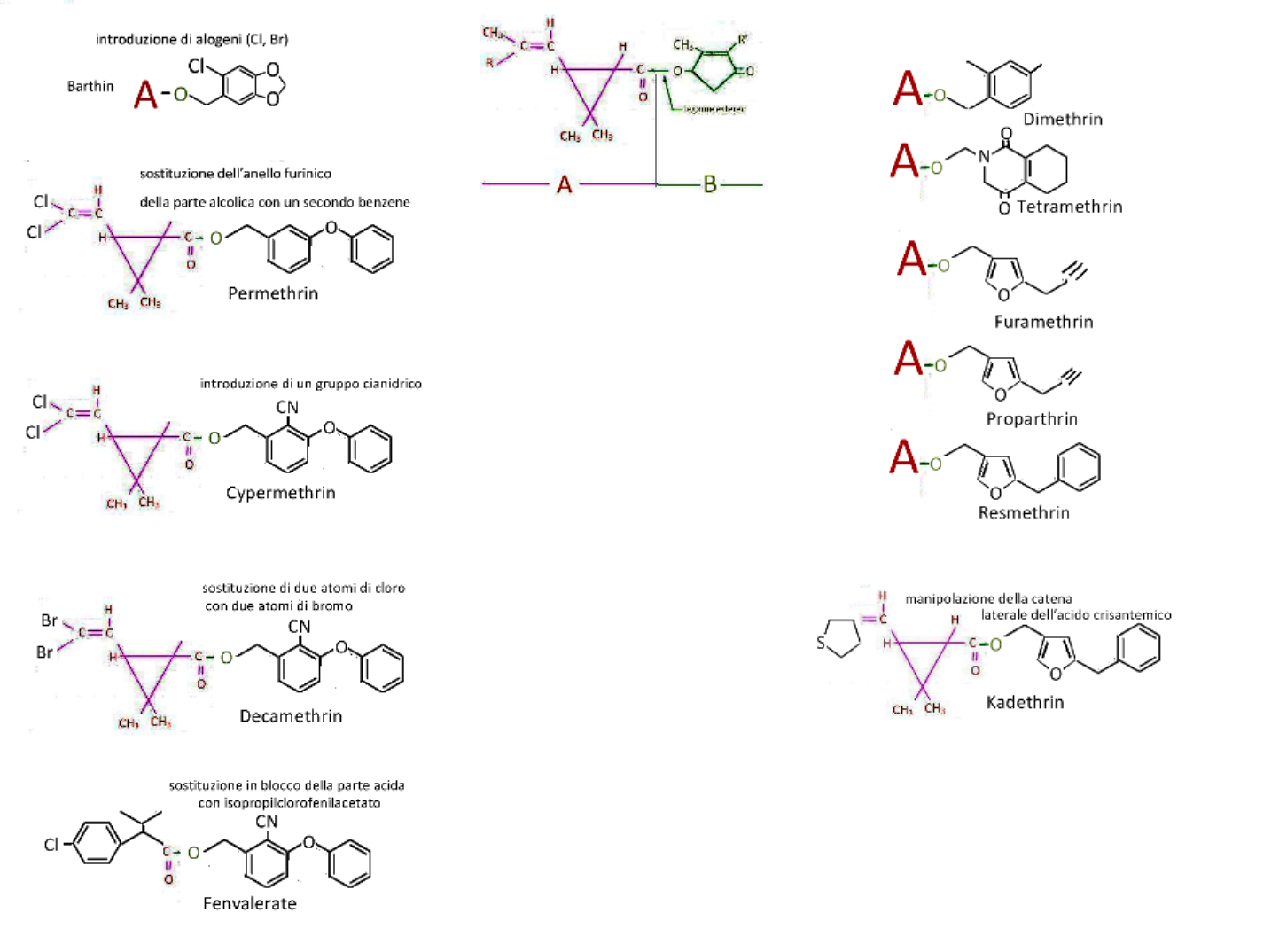
Evoluzione dei piretrinici (vedi testo)

I Piretrinici furono conosciuti fin dalla antica Mesopotamia e nel mondo antico erano noti come polvere persiana. I principi attivi sono ricavati dalla macinazione del capolino delle Composite soprattutto del Chrysantemun cinerarifolium da cui si estraggono Piretrine, Jasmoline e Cinerine. L'estratto standard contiene il 25% di p.a. nella seguente composizione: piretrina I 10%, piretrina II 9%, cinerine I e II 6%, jasmoline I e II basse dosi.
Questo estratto ha una rapidissima azione per contatto (effetto knock-down), ma gli enzimi cellulari ossidanti possono rapidamente degradare questi insetticidi e permettere all'insetto di riprendersi; vengono perciò aggiunti dei sinergizzanti (sesamina, piperonil-butossido, solfossido, BHT, ecc.) i quali esaltano l'attività dei piretrinici fino a 30 volte, bloccando le ossidasi enzimatiche cellulari. Questi composti naturali, però, sono estremamente fotolabili e termolabili.
A partire dalla molecola originaria, l'industria chimica ha prodotto una evoluzione di questi insetticidi: aggiungendo prima alogeni (Cl, Br) (Barthin), poi sostituendo l'anello furinico della parte alcolica con un secondo benzene (Permethrin); in questo modo si è ottenuta una molecola a bassa tossicità per gli animali superiori e una persistenza di 30-40 giorni (uso domestico e zootecnico). Successivamente è stato introdotto nella molecola un gruppo cianidrico (CN) (Cypermethrin) e poi la sostituzione di due atomi di Cloro con due di Bromo (Decamethrin) ottenendo una capacità insetticida 40 volte maggiore del Parathion. Infine la parte acida è stata sostituita in blocco con isopropil-clorofenil-acetato e composti affini contenenti Fluoro (es. Fluvalinate).
In altra direzione l'industria ha sostituito la parte alcolica con un anello benzenico, ottenendo il Dimethrin (2,4,dimetil-benzil-crisantemato, a bassissima tossicità ed utilizzato come disinfestante di acque potabili ai tropici. In seguito, mediante la sostituzione del benzene con un gruppo N-ftalmidico, si è ottenuto il Tetramethrin (neopinamina) e, sostituendo con composti furilici a catena laterale a triplo legame, si sono ottenuti il Furamethrin ed il suo isomero più attivo, il Proparthrin. Questi ultimi tre insetticidi sono aerosolizzati contro mosche e zanzare. Al gruppo furilico è stato poi agganciato un anello benzenico (Resmethrin) il quale conferisce all'insetticida una maggiore resistenza alla degradazione ossidativa (pur non diminuendone la fotolabilità). Infine manipolando la catena laterale dell'acido crisantemico si è ottenuto il Kadethrin, un insetticida ad effetto fulminante 60 volte più potente delle piretrine naturali.
Il primo piretroide di sintesi, il fenvalerate; fu immesso nel mercato nel 1978 ed oggi la classe consta di ben 42 principi attivi. I piretroidi non sono in grado di penetrare nella pianta per cui esercitano azione prevalentemente per contatto; la loro liposolubilità che ne permette la penetrazione nelle cere epicuticolari. Agiscono depolarizzando la membrana degli assoni nervosi e così impedendo la trasmissione dell'impulso.

#### Nicotinici e nicotinoidi

Nicotina

Nelle piante del genere Nicotiana (N. tabacum, glutinosa, macrophylla, rustica) sono contenuti alcaloidi fortemente tossici: nicotina [3(1-metil-2-pirrolidil)piridina] che si trova nelle foglie di tabacco fino al 18%, nornicotina e neonicotina (chiamata anche anabasina perché presente nella Chenopodiaca Anabasia aphylla). Solitamente la nicotina è utilizzata come solfato associato a saponi, idrossido di ammonio, ecc. Viene utilizzata per contrastare Afidi, per contatto o inalazione e va usata in dosi bassissime di mezzo o un millesimo % di p.a.
Oltre alla nicotina, dal tabacco si estraggono altri due alcaloidi la nornicotina e la neonicotina. Quest’ultimo alcaloide è stato trovato anche in una Chenopodiacea, la Anabasis aphylla; In seguito agli studi effettuati sui legami chimici di questa molecola è iniziata la sintesi di sostanze simili ad essa: i neonicotinoidi.

#### Rotenoidi
Sostanze estratte dalle radici di piante tropicali (Tephrosia, Longocharpus, Derris) ed utilizzate contro specie sensibili anche ai nucotinici. Si utilizzano nell'ambito domestico in quanto sono meno tossici per l'uomo (ma molto tossiche per pesci e maiali). Poco persistenti e presentano anche un certo potere acaricida.

#### Quassine
Sostanze innocue per le api e per l'uomo. I principi attivi sono ricavati dalla macerazione del legno delle piante tropicali Quassia e Picrasma (Simaroubaceae). Sugli insetti hanno un effetto più blando rispetto ai nicotinici ed ai piretrinici ed il loro meccanismo d'azione è abbastanza simile. L'acqua di macerazione viene filtrata ed aggiunto sapone. Si possono utilizzare durante la fioritura ma il costo le rende poco utilizzate.

#### Rianodine, verartine, fisostigmina
Le veratrine sono sostanze contenute nei semi di Schoenocaulon ed in piante di Veratrum; le rianodine si trovano in piante di Ryania. Le prime agiscono per ingestione e le seconde per contatto causandone lenta morte per gli insetti. Le rianodine sono piuttosto tossiche anche per l'uomo ed altri mammiferi; le veratrine sono meno tossiche e si prestano per la disinfestazione di animali domestici.
La fisostigmina è un alcaloide naturale (vedi Carbammati).

### Organici di origine animale
Alcuni insetticidi di fabbricazione giapponese utilizzano la nereistossina che viene ricavata da anellidi Lumbriconereis heteropoda: essa manifesta potere insetticida per ingestione e/o contatto nei confronti di larve di Lepidotteri e Coleotteri, ad esempio contro la Leptinotarsa decemlineata (la Dorifora della patata) e potere citotropico e persistenza. Contiene gruppi carbammici, metilici, zolfo e cloro.

### Organici di origine minerale (oli minerali)
Sono miscele di idrocarburi aromatici e alifatici saturi o insaturi. Dalla distillazione frazionata (circa 340 °C) del catrame di carbon fossile si ottengono oli antracenici che contengono molti composti aromatici insaturi e sono fortemente viscosi, quindi troppo energici e provocavano fitotossicità. Venivano adoperati contro coccidi e uova di Afidi sulle pomacee.
Dalla distillazione frazionata del petrolio greggio (al di sopra dei 310 °C), si ottengono oli di petrolio distinti in leggeri (paraffinici, bianchi) se evaporano a 335 °C per il 65-80%, e medi se a questa temperatura evaporano per il 40-50%.

### Organici di sintesi

#### Neonicotinoidi
I neonicotinoidi sono tra i più recenti insetticidi di sintesi che stanno progressivamente rimpiazzando le altre molecole sia di origine artificiale sia naturale.
La commercializzazione di questi insetticidi è iniziata negli anni ’90 e la prima registrazione è stata effettuata in Francia nel 1991. Da allora hanno conosciuto un incremento notevole d’uso, andandosi a sostituire ai carbammati, fosforganici e piretroidi, diventando il gruppo di insetticidi più diffuso nel mondo intero.
I nicotinoidi (cloronicotinili, di sintesi) agiscono a livello del sistema nervoso fissandosi ai recettori colinergici nicotinici della membrana assonica depolarizzandola e bloccando la trasmissione dell'impulso nervoso. Sono sistemici e persistenti ed il principio attivo assorbito dalla pianta giunge ai giovani germogli in fase di crescita. In commercio sono: Acetamiprid, Clothianidin, Imidacloprid, Thiacloprid e Thiamethoxam. È sconsigliato l'uso vicino ai corsi d'acqua, in quanto sono molto tossici per gli organismi acquatici, e nell'epoca di fioritura, poiché sono estremamente tossici per le api. Proprio per la sospetta tossicità nei confronti delle api, l'Unione europea ne ha bandito la commercializzazione per un periodo di due anni a partire dal 2013.

#### Cloroderivati

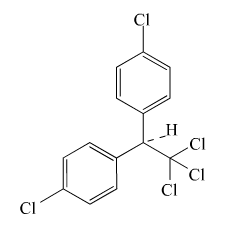
DDT

Composti in grado di agire per ingestione, contatto e inalazione contenenti cloro. In molti casi persistenti, alcuni bioaccumulabili con tossicità cronica nei Vertebrati. Non citotropici. Appartengono a tre differenti gruppi chimici: difeniletani (DDT, metossicloro), ciclodieni (esaclorocicloesano, lindano) e cicloesani (endosulfan).

##### DDT
Derivato penta-clorurato del difeniletano. Il prodotto tecnico è una miscela di isomeri p-p (due atomi di cloro fenilico in posizione para), o-p (orto-para) e o-o (orto-orto); il vero insetticida è il p-p (presente almeno al 75%). Agisce per ingestione o contatto su molte specie, con lunga persistenza ed effetto lento. Ha una spiccata affinità per i grassi animali nei quali può bioaccumularsi (tesaurosi). Viene utilizzato in concentrazioni 1-2‰.

##### Metossicloro
Metossifeniltricloroetano. Differisce dal DDT per il fatto che invece dei due atomi di cloro porta due gruppi metossilici (-OCH3) in posizione para. Meno potente ma più rapido del DDT per inalazione e poco tossico per gli animali superiori.

##### Altri derivati del difeniletano
Prolan e Bulan che, invece dei due atomi di cloro del gruppo -CCl3, portano un gruppo nitro (-NO2) ed un gruppo metilico (-CH3) nel Prolan ed un gruppo nitro (-NO2) ed uno etilico (-C2H5) nel Bulan. Miscelati nel rapporto 2:1 compongono il Dilan.

##### Esaclorocicloesano
(ECE, BHC, HCH) detto anche 666 (C6H6Cl6). Viene preparato come prodotto tecnico contenente fino a 16 stereoisomeri (α,β,γ, ecc.) ed agisce per ingestione, contatto e inalazione: l'azione insetticida è dovuta quasi esclusivamente all'isomero γ mentre gli altri isomeri trasmettono a fittoni, radici e tuberi l'odore di muffa. Ha una durata anche di anni in certi casi. Le dosi di impiego sono riferite al contenuto di isomero γ.

##### Lindano
È l'isomero γ dell'ECE ottenuto purificando l'esaciclocloroesano. Possiede rapidità e potenza e non trasmette odori sgradevoli.

##### Endosulfan (Thiodan)
Esacloro biciclo epten, 5, 6, bis ossimetilensolfito. Contiene due isomeri, α e β, nel rapporto di 7:3. Insetticida-acaricida per contatto ed ingestione, viene adoperato alla concentrazione del 0,035-0,050%.

#### Fosforganici

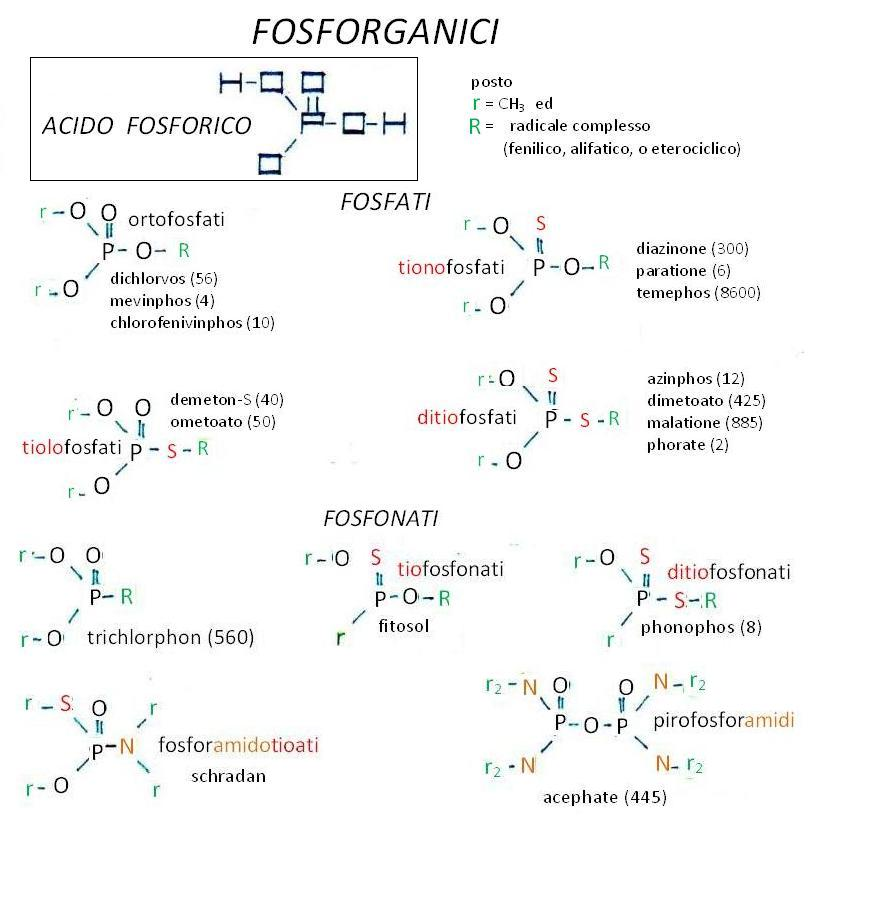
Fosforganici

Detti anche organofosforici o, impropriamente, esteri fosforici, hanno azione tossica triplice (ingestione, contatto, inalazione), citotropicità e sistemicità, sono degradabili ed a persistenza variabile. Vengono adoperati in dosi di 0,010-0,100%.
Appartengono a diversi gruppi chimici:
- tiofosfati come il parathion, il metilparathion, il diazinone;
- fosfati come il fosdrin, il fosfamidone, il DDVP;
- fosforodiotioati come il rogor, il malathion, il cidal;
- fosfonotionati come il trichlorphon;
- esteri o ammidi dell'acido pirofosforico o ditiopirofosforico come il tepp e lo schradan.

Gli esteri fosforici più utilizzati (Europa, Canada, USA, ecc.) comprendono alcune centinaia di prodotti attivi contenuti in alcune migliaia di formulati commerciali.
Carbammati

Fisostigmina

La loro formula chimica è ispirata dalla fisostigmina (vedi Storia degli insetticidi). Si distinguono in monometilcarbammati (I gruppo) e dimetilcarbammati (II gruppo).

I gruppo
- Carbaryl (Sevin)

(1,naftil,N, metilcarbammato), citotropico, di media tossicità, contro larve di Lepidotteri e disinfestazione del bestiame.
- Carbofuran (Curater, Furadan)

(2,3,diidro,2,2, dimetilbenzofuran metilcarbammato), sistemico, geodisinfestante.
- Adilcarb (Temik), sistemico, immediato, persistente, anche nematocida, molto tossico, adatto come geodisinfestante.
- Arprocarb, rapido, persistente, di uso anche domestico (Undene, Baygon, Propoxur).
- Methomyl, sistemico, anche acaricida e nematocida, a vasto spettro d'azione (Lannate).
- Methiocarb, usato come esca, anche acaricida e luschicida (Mesurol).

II gruppo
- Isolan

(1, isopropil, 3, metil, 5 pirazolil, N, dimetilcarbammato), rapido, citotropico, molto tossico, aficida, utilizzato anche per inalazione (nicotina sintetica) (Primin)
- Pirimicarb

(2, dimetilamino, 5, 6, dimetilpirimidil, 4, dimetilcarbammato) proprietà simili al Primin, sistemico, aficida, minore tossicità (Pirimor)

#### Nitroguanidine

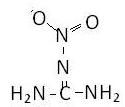
Nitroguanidina

#### Altri
Bromuro di metile
Possiede potente azione tossica, è più pesante dell'aria, inodore e non infiammabile. Per la sua bassissima idrosolubilità diffonde molto velocemente nei materiali contenenti acqua (frutta, sementi, ecc.) ed anche in quelli in polvere. Viene impiegato in bombole sotto pressione negli ambienti e nel terreno. Per indicarne la presenza viene aggiunto acetato di amile.
Fosfina (PH3)
È un gas che viene liberato nell'aria umida dal fosfuro di alluminio (compresse o tavolette). Il formulato commerciale contiene carbonato di ammonio che libera CO2 e NH3, per ridurre la sua infiammabilità, e paraffina. Il gas si libera lentamente ed occorrono 3-5 giorni per disinfestare, a seconda della temperatura.
Solfuro di carbonio
Liquido, tossico, esplosivo. Viene miscelato al tetracloruro di carbonio in proporzioni 4:1. Si adopera per proteggere semi destinati al consumo alimentare.
Dinotrocreosolo
Insetticida, acaricida, anticrittogamico e talora usato anche come erbicida. Il composto è di colore giallo-cromo ed è mordente. Si utilizza il suo sale ammonico in un unico trattamento invernale su alberi da frutta a foglie cadùche miscelandolo con oli leggeri.
Trifrina
(Idrossimetilnitrobenzene), affine al dinitrocreosolo ma meno caustico per le piante. Si utilizza contro la Pshylla piri come antideponente, uova di coccidi, afidi ed acari, ecc
Saponi
IS, insetticidal Soaps, a base di sali di potassio di acidi grassi o altri detergenti contro fitomizi deboli come afidi non cerosi, tisanotteri, tingidi ed acari.

### Gradi di tossicità in DL50orale/ratto
Quanto al potere tossico degli insetticidi, questo viene valutato in base alla LD50 orale/ratto, la dose in milligrammi per chilogrammi di peso corporeo (mg/Kg) in grado di eliminare il 50% di una popolazione in laboratorio.
Classificazione italiana:
| <5 ppm            | Classe I      | Supertossici           |  |
| 5-50 ppm          | Classe I      | Estremamente tossici   |  |
| 50-500 ppm        | Classe II     | Molto tossici          |  |
| 500-5000 ppm      | Classe III    | Discretamente tossici  |  |
| 5000-15000 ppm    | Classe IV     | Leggermente tossici    |  |
| >15000 ppm        |               | Non tossici            |  |
| Simbolo associato | Classe: tutte | Tossico per l'ambiente |  |

## Miscele insetticide
Sono miscele di principi attivi in proporzioni opportunamente studiate. Queste miscele sono possibili solo se tra principi attivi, vettori e coadiuvanti esiste compatibilità e non siano antagonisti. L'incompatibilità può essere chimica e fisica in associazione o meno alla fitotossicità. Sono incompatibili prodotti che reagiscono tra loro, degradandosi e perdendo attività biologica. L'incompatibilità fisica è dovuta a separazione delle fasi di una emulsione con effetto fitotossico acuto all'atto del trattamento. Per guidare queste miscelazioni si ricorre a tabelle di mescolanza o miscibilità.
Per sinergismo
Viene sfruttato il potenziamento reciproco di due sostanze insetticide che daranno un effetto combinato superiore a quello dato dalla somma degli effetti singoli delle due sostanze. Spesso si combinano insetticidi con anticrittogamici; le interazioni sono di tipo sinergico ma spesso semplicemente cumulativo per l'azione fungicida svolta da non pochi insetticidi e spesso si combinano insetticidi ed erbicidi.
Per integrazione
Si tende ad ottenere una miscela ad effetto polivalente, combinando potere residuo con citotropicità o sistemicità o effetto lento e potere abbattente o potere residuo ed azione fumigante.

## Fitotossicità
La fitotossicità va distinta in acuta quando subito dopo il trattamento o a distanza di una settimana si hanno danni alla pianta, causticazioni e corrosioni, caduta di foglie e frutti, ecc., e cronica quando il danno si manifesta a distanza di tempo, persino mesi.
La fitotossicità acuta può essere:
- estrinseca quando è dovuta a cause esterne alla pianta. Si manifesta in campo per eccesso di concentrazione dell'insetticida, errata valutazione della dose di impiego e di coadiuvanti, trattamenti effettuati nelle ore calde della giornata, errori nella scelta della formulazione (es. emulsione invece di polveri bagnabili); un'altra causa può essere l'incompatibilità tra antiparassitari. 
Sono noti casi di incompatibilità tra insetticidi e fungicidi e nella pratica agronomica molti trattamenti vanno distanziati nel tempo per evitare questi danni. Vi sono anche casi di fitossicità dovuti ad interazioni tra erbicidi ed insetticidi;
- intrinseca quando è dovuta alla sensibilità della pianta stessa. Si presenta come un elenco di casi. Nei manuali dell'industria agro-chimica vengono appositamente indicate le piante che manifestano sensibilità per quel determinato insetticida e il dosaggio da utilizzare a seconda della pianta oggetto di trattamento. 
Dosi eccessive di insetticidi nel terreno possono danneggiare i semi bloccando o riducendo la loro capacità di germinare, lo sviluppo delle piante e trasmettere odori sgradevoli, soprattutto per miscelazione con fungicidi durante la concia.

La fitotossicità cronica invece, si manifesta nel tempo con un avvizzimento delle piante (es. trattamenti ripetuti di oli insetticidi) o caduta dei frutticini (es. effetto cascolante del Carbaryl sul melo).

## Modalità di penetrazione
Un insetticida può giungere agli organi interni dell'insetto in tre modi: ingestione, contatto e inalazione. Tuttavia per i moderni insetticidi si parla solo di azione prevalente non escludendo nessuna delle tre modalità.
Ingestione
Si parla di ingestione diretta quando l'insetticida penetra, attraverso la masticazione, nel canale alimentare, quindi di insetti provvisti di apparato boccale masticatore; gli insetticidi vengono masticati con parti delle piante trattate o con esche nelle quali il tossico è incluso. Si parla invece di ingestione indiretta quando l'insetticida giunge al canale alimentare attraverso la circolazione linfatica o il sangue dell'ospite cioè dell'organismo parassitato. Gli insetticidi per ingestione richiedono l'uso preventivo del tossico o la sua persistenza.
Contatto
Il contatto può avvenire attraverso il tegumento (membrane intersegmentali) per corrosione cuticolare, dissolvimento dell'epicuticola, penetrazione attraverso le basi di peli, setole, sensilli e stigmi. L'ingresso dell'insetticida attraverso i punti deboli provoca una rapida penetrazione del tossico negli strati sottostanti, specialmente se il prodotto possiede potere mordente e/o liposolubilità. Se il tossico penetra attraverso i sensilli viene immediatamente a contatto col sistema nervoso. In questi casi i coadiuvanti bagnanti-adesivi hanno un ruolo rilevante.
Inalazione
In questa modalità l'insetticida gassifica e penetra nell'organismo con la respirazione. Si tratta soprattutto di fumiganti ed anche di derivati nicotinici e composti di sintesi. L'asfissia vera e propria, cioè l'occlusione degli stigmi, oltre che dal contatto, è provocata da oli minerali e polisolfuri; questi ultimi liberano anche idrogeno solforato (H2S) che è tossico per inalazione.

## Meccanismi di azione

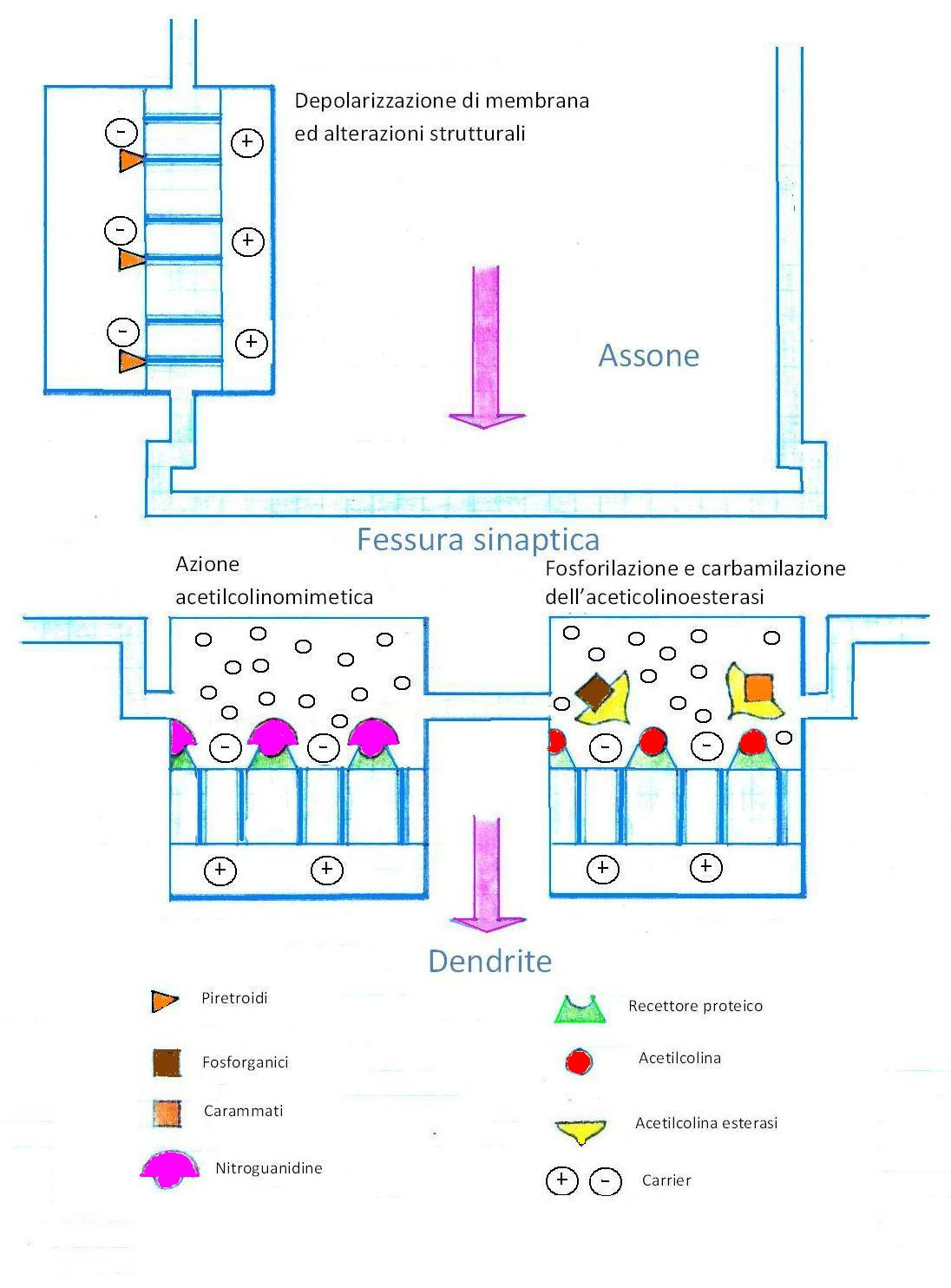
Modalità d'azione neurotossica di piretroidi, fosforganici, carbammati e nitroguanidine (vedi testo).

Piretroidi, cloroderivati, fosforganici, carbammati e nitroguanidine sono gli insetticidi di maggior impiego; essi hanno come bersaglio il sistema nervoso degli insetti. Vi è una sostanziale analogia tra i meccanismi di trasmissione dell'impulso nervoso tra insetti e vertebrati e perciò questi insetticidi sono dotati di uno spettro d'azione piuttosto ampio e spesso di una pericolosità elevata per l'uomo.
I cloroderivati, per la loro caratteristica di bioaccumularsi nei tessuti grassi, provocano tossicità cronica e si sono rivelati dannosi per l'uomo e per l'ambiente per cui il loro impiego è stato limitato in molti paesi.
La cellula nervosa (neurone) presenta caratteristiche ramificazioni (dendriti) e un prolungamento più lungo (assone) su cui viaggia l'impulso nervoso che è di natura elettrica. Secondo Santiago Ramón y Cajal, i neuroni sono tra loro contigui e non continui, cioè sono delle unità separate; le sinapsi sono dei rigonfiamenti (bottoni) che congiungono l'assone di un neurone al ramuscolo dendritico di quello seguente o al suo corpo cellulare o ad un muscolo.
All'interno del bottone sinaptico la continuità anatomica presenta una soluzione, la fessura sinaptica, che blocca la corsa dell'impulso nervoso; questo, per essere trasmesso al neurone successivo ha bisogno di un mediatore chimico, l'acetilcolina, che si forma in caratteristiche vescicole; esse, rompendosi, versano il loro contenuto nella fessura sinaptica trasferendo, via umorale, l'impulso nervoso. A mediazione compiuta l'acetilcolina deve essere distrutta in infime frazioni di secondo altrimenti si ha una enfatizzazione disfunzionale dell'impulso nervoso. 
Un enzima, la colinesterasi, scinde l'acetilcolina in acido acetico e colina, sostanze che non sono più in grado di trasmettere l'impulso nervoso.
Con i fosforganici ed i carbammati compaiono nuove modalità d'azione degli insetticidi. Mentre un cloroderivato, ad esempio, si limita a ricoprire la superficie trattata, alcuni fosforganici e carbammati sono citotropici, cioè in grado di penetrare attivamente nei tessuti vegetali in zone contigue al loro punto di deposito raggiungendo così gli insetti endofiti insediati in profondità. Oppure essi sono sistemici, cioè capaci di entrare in circolo viaggiando con la linfa nei vasi di conduzione delle piante ed avvelenando i fitomizi che la suggono.
Gli insetticidi neurotossici intervengono in diversi meccanismi.
I fosforganici, od organofosforici, inibiscono l'attività della colinesterasi forsforilandola e l'acetilcolina, non più scissa nei suoi componenti si accumula nella sinapsi provocando sindrome da avvelenamenti di blocco colinergico con tremore, adiodococinesi (scoordinazione nei movimenti), disturbi all'equilibrio, diarrea, morte, nei vertebrati a causa di paralisi respiratoria.
I carbammati inibiscono la colinesterasi occupando stabilmente il sito attivo dell'enzima e impedendo l'accesso all'acetilcolina; il carbammato, cioè, funziona da acetilcolino-mimetico, competendo con l'acetilcolina e, in linea di massima, è tanto più efficace quanto più la sua configurazione stereochimica è simile a quella del mediatore umorale.
Fosforganici e carbammati, quindi sono veleni indiretti perché provocano la morte per accumulo letale dell'acetilcolina. Piretroidi e cloroderivati agiscono anch'essi come veleni neurotossici, ma in modo diverso, cioè depolarizzando la membrana del neurone impedendo la trasmissione dell'impulso nervoso.
Le nitroguanidine agiscono in modo anch'esso diverso. Il loro sito attivo sono i recettori proteici del neurone post-sinaptico: esse si legano a tali recettori impedendo all'acetilcolina di svolgere la sua funzione di mediatore nella trasmissione dell'impulso nervoso.

## Selettività
L'insetticida ideale sarebbe quello che riesce a colpire solo la specie dannosa con tossicità lieve o nulla per altri organismi non dannosi o, addirittura, utili, come gli antagonisti naturali delle specie dannose, che dovrebbero essere protetti. Una buona selettività minimizza i rischi di inquinamento ambientale e comporta rispetto per gli equilibri naturali degli eco-agro-sistemi.
Selettività primaria, intrinseca o fisiologica
Dipende dalla struttura chimica e dal tipo di meccanismo dell'antiparassitario, e dalla diversa struttura biochimica della specie dannosa.
Selettività secondaria
Dipende dalle modalità di assunzione e di somministrazione del tossico nelle forme di ingestione diretta (es. masticazione, ma in questo caso i tossici non hanno effetto sui fitomizi cioè sugli insetti che succhiano la linfa) o indiretta (es. assunzione di linfa contenente un tossico inattivo per contatto). Una somministrazione guidata nello spazio e nel tempo può rivelarsi ecologicamente selettiva; in questo modo anche insetticidi a largo spettro d'azione possono funzionare come secondariamente selettivi. Possono risultare secondariamente selettivi anche insetticidi volatili, piretrinici, nicotinicieddicidi a rapido degrado e prodotti che non lasciano residui tossici.
Selettività fittizia
Si manifesta per insetticidi che, essendo stati utilizzati per lungo tempo, hanno selezionato ceppi resistenti fra insetti e acari.

## Sistemicità

### Sistemicità primaria
Viene definita citotropicità la capacità di un insetticida di penetrare, per qualche millimetro, nei tessuti vegetali. Le parti sottili della pianta possono essere completamente impregnate. Questo potere di penetrazione si riscontra nei fosforganici, carbammati, raramente nei clorurati e leggermente nei nicotinoidi. Un insetticida è definito, invece, sistemico o endoterapico se riesce a raggiungere i vasi linfatici ascendenti e discendenti e, di conseguenza, ad entrare in circolo nella pianta. Abitualmente gli insetticidi sistemici prendono la via della sola linfa ascendente e si concentrano nei tessuti meristematici apicali (sfruttano cioè il flusso acropico della pianta), perché nei punti di accrescimento vi è una maggiore pressione osmotica.
Gli insetticidi sistemici sono distinti in fitosistemici e zoosistemici; questi ultimi si somministrano al bestiame contro l'azione degli endoparassiti.

### Sistemicità secondaria
È dovuta all'assorbimento radicale dell'insetticida tramite la radice. I composti devono avere la capacità di superare la banda del Caspary (una struttura selettiva della radice) e vengono somministrati al terreno di proposito. Le quantità di prodotto assunto per sistemicità secondaria, tuttavia, risultano insufficienti per l'eliminazione dei parassiti: per ottenere questo risultato sarebbe necessario spingere la somministrazione fino ai livelli di fitotossicità.

## Metabolismo degli insetticidi
In campo quasi tutti gli insetticidi subiscono trasformazioni esterne per effetto della luce (fotolisi), della CO2 (carbonicazione), dell'ossigeno (ossidazione), ecc. sia interne al substrato dove sono penetrati. La temperatura elevata accelera la degradazione sia direttamente sia indirettamente perché accelera il metabolismo delle piante nelle quali sono penetrati. In condizioni di scarsa luminosità e poca ventilazione i degradanti vegetali riescono a persistere anche 30 giorni. Il pH alcalino decompone molti insetticidi di sintesi organica. L'ossidazione spesso provoca vere e proprie trasformazioni di un prodotto in un altro e ciò si verifica anche nel terreno ad opera dei microrganismi.

## Persistenza
Sulle piante l'insetticida va incontro a degradazione e trasporto in dipendenza delle condizioni ambientali. La persistenza può essere:
- breve (fino a 5 giorni);
- media (da 5 a 10 giorni);
- lunga (maggiore di 10 giorni).

Grande importanza sulla persistenza ha anche l'ambiente chimico interno della pianta dove esso penetra. La persistenza nel terreno dipende dalla struttura di questo e dalla eventuale presenza di humus e di vegetazione. L'humus è carico di microrganismi degradanti e la presenza di radici evita il dilavamento. Tuberi e radici a fittone determinano concentrazioni rilevanti di insetticidi.
La persistenza di un insetticida sulle piante o dentro di esse si distingue in:
- Persistenza letale o biologica quando l'insetticida mantiene la sua tossicità (valutabile in LT50 - cioè il tempo necessario per eliminare la metà della popolazione trattata in laboratorio);
- Persistenza subletale o chimica quando la presenza dell'insetticida è valutabile solo mediante analisi chimiche in quanto si tratta di residui. Possiamo suddividerla in persistenza locale, quando i residui restano nell'area e nei punti trattati, e persistenza di trasporto, quando i residui vengono trasportati da correnti aeree o marine, talvolta a migliaia di chilometri di distanza.

In campo avviene che talora gli insetticidi si degradino, passando da letali a subletali, ma accade anche che per effetto di bioaccumulo dei residui avvenga l'opposto, da subletale a letale, con il ripresentarsi del potere tossico acuto. La persistenza viene valutata chimicamente in p.p.m. (parti per milione) o mg/Kg (milligrammi a chilogrammo di peso corporeo) di sostanza testata.

### Dispersione nell'ambiente
Quando si utilizzano mezzi aerei per irrorare le colture (insetticidi liquidi):
- 30% va fuori dall'area trattata per deriva;
- 25% va fuori della coltura per gocciolamento, percolazione nel suolo, volatilizzazione;
- 40% rimane come residuo sulla coltura non venendo mai a contatto con l'insetto;
- 5% viene a contatto con l'insetto;
- meno dell'1% è assorbito dall'insetto.

Da ciò si comprende che più del 99% dell'insetticida va ad inquinare l'ambiente senza raggiungere l'effetto insetticida.
Composti debolmente degradabili di provenienza agricola o industriale si ritrovano nell'ambiente ed in misura crescente negli ecosistemi complessi.
Nelle catene alimentari di vari ecosistemi si verifica una concentrazione fino ad un milione di volte dei residui (vari grammi di principio attivo per chilogrammi di peso corporeo) detto bioaccumulo, se avviene nel fitofago che ingerisce direttamente il tossico e magnificazione biologica se si riscontra nei livelli successivi della catena alimentare, nei quali ultimi ricompaiono sintomi identici a quelli derivanti dalla persistenza letale (avvelenamenti secondari acuti).
I residui si concentrano (tesaurosi) nel tessuto adiposo dei principali componenti della catena trofica e la tesaurosi è favorita dalla liposolubilità e dalla scarsa degradabilità delle molecole del principio attivo. Lungo la catena trofica ogni organismo funge da concentratore biologico dei residui per il suo diretto predatore. Tracce consistenti di tossici agrari risultano comunque presenti anche negli organismi di popoli lontani dalle aree di utilizzazione del principio attivo (es Esquimesi con 2 p.p.m.) a causa anche del trasporto eolico dato che insetticidi nebulizzati riescono a raggiungere grandi altezze e sono captati dai venti di alta quota.

## Tossicità per l'uomo

### Tossicità acuta
Avvelenamenti acuti da insetticidi in via accidentale (per ingestione, contatto, inalazione) si presentano come manifestazioni tossiche (orale, dermale, inalatoria) che spesso non sono coincidenti per lo stesso prodotto. La tossicità da contatto è inferiore a quella orale, ma non mancano eccezioni.

I clororganici colpiscono le trasmissioni assoniche deteriorando i nervi stessi (neurotossicità diretta), mentre fosforganici e carbammati agiscono solo a livello delle sinapsi neuromuscolari e neuroghiandolari, bloccando l'enzima colinoestrasi con conseguente accumulo abnorme di acetilcolina. 
L'acetilcolina, a livello dei muscoli volontari, provoca fenomeni di avvelenamento simil-nicotinico (tremori e paralisi) ed a livello delle sinapsi sui muscoli involontari e sulle ghiandole, avvelenamenti simil-muscarinici (contrazione pupillare o miosi, sudorazione, urinazione, defecazione, lacrimazione, rallentamento del battito cardiaco). 

Negli insetti l'avvelenamento acetilcolinico assume importanza minore perché la morte è determinata da alterazioni irreversibili del metabolismo idrico. Alcuni fosforganici (Galecron) hanno un diverso meccanismo neurotossico poiché determinano inibizione di altri enzimi (es. monoamminossidasi).

### Tossicità cronica
Di difficile accertamento clinico. Possibili effetti cancerogeni, mutageni, teratogeni, allergenici, neuropatici.

## Resistenza
La resistenza è la progressiva perdita di efficacia di un principio attivo nei confronti degli organismi bersaglio (in questo caso gli insetti). Il fenomeno si verifica in quanto lo stesso principio attivo opera una selezione in favore di individui dotati di resistenza genetica, la cui discendenza, nel tempo, diviene via via selettivamente più resistente fino a essere inattaccabile da quel determinato principio attivo e spesso anche da quelli della stessa classe chimica.

### Tolleranza o mitridatismo
Detta anche tolleranza da vigore, si tratta della sopravvivenza degli individui più robusti che solo in parte possono trasmettere alla discendenza questo loro vigore: la tolleranza non è da considerare ereditaria.

### Resistenzasensu stricto
O vera resistenza, deriva da deviazioni dei meccanismi di penetrazione, attivazione, degradazione, escrezione di un principio attivo tossico. Essa è sempre ereditaria. Può essere distinta in:
Morfologica
La penetrazione del principio attivo è ostacolata o impedita da strutture morfologiche (lignezza delle setole ai pulvilli delle zampe, minore permeabilità, spessore del tegumento, composizione fisico-chimica della cuticola, ecc.);
Etologica
Quando il comportamento del parassita è o diviene tale da ridurre il contatto con il principio attivo (rigurgito, velocità di digestione e di escrezione, ecc.);
Fisiologica
Quando il parassita è dotato di enzimi in grado di detossificare l'insetticida (ossidazione, riduzione, idrolisi, dealogenazione, ecc.). Uova e pupe di insetti manifestano resistenza per il fatto che in questi stadi non possono agire quei meccanismi che portano alla disidratazione (inibizione di colinoesterasi, di trasmissioni nervose, alterazione del metabolismo idrico e disidratazione irreversibile).
La resistenza fisiologica può essere:
- semplice (se ad un tossico corrisponde un solo enzima detossificante);
- incrociata (se un solo enzima detossifica più composti);
- moltiplicata (se un solo composto è detossificato da più enzimi);
- multipla (se l'organismo utilizza più processi di detossificazione, uno per ogni gruppo o tipo di sostanza tossica). Può inoltre insorgere una forma di resistenza dovuta ad una variazione del tipo di acetilcolinoesterasi la quale diviene insensibile agli esteri fosforici, carbammici, ecc.

## Storia degli insetticidi
Gli antichi Romani chiamavano pestis qualsiasi causa di danno: ad esempio per essi la ruggine del grano (crittogama) era la maxima segetum pestis, ossia la massima causa di danno per le messi. Quest'espressione è rimasta identica nell'idioma inglese, pest, e un organismo riceve tale denominazione quando interferisce con gli interessi umani. Analogamente, un qualsiasi principio attivo ad azione biocida è detto, in inglese, pesticide. 
In italiano non esistono termini generali corrispondenti alle parole pest e pesticide, ma negli ultimi decenni si è diffusa, come neologismo, la parola pesticida, derivata da un'impropria traduzione dall'inglese. 
In ambito normativo, un insetticida, o altro principio attivo ad azione biocida, è definito, secondo l'uso, come presidio medico chirurgico o prodotto fitosanitario, sebbene le recenti norme sull'uso sostenibile di tali prodotti adottino ormai liberamente il termine pesticida. 
In ambito tecnico-agronomico è di ampio impiego il termine fitofarmaco o agrofarmaco e, in modo meno appropriato, quello di antiparassitario. Inutilizzata invece la definizione prodotto per la protezione delle piante, termine standard nel mondo anglosassone (plant protection product).
L'uso di sostanze chimiche per debellare gli organismi dannosi che infestano le colture è una pratica agricola molto antica. Plinio, intorno al 70 d.C. raccomandava l'impiego dell'arsenico come insetticida, inoltre veniva suggerito l'utilizzo di estratti di piante, come il marrubio, al fine di debellare le pesti. I composti arsenicali erano molto diffusi in Cina per tali scopi già nel XVI secolo.
Nell'Ottocento e nei primi decenni del Novecento erano usati come insetticidi l'arseniato di piombo o di calcio e i polisolfuri di calcio e di bario, composti del mercurio e del fluoro, derivati nitrici (dinitroortocresoli), i sottoprodotti dell'industria petrolifera (oli neri e oli bianchi), sostanze di origine vegetale come il solfato di nicotina, estratto dalle foglie di Solanacee (Nicotiana tabacum e Nicotiana sativa), il piretro, estratto dal capolino delle Composite del genere Chrysantemum (Pyretrum, già conosciuto da epoche antichissime come polvere persiana). Questi insetticidi sono detti di prima generazione.
Per chiarire la storia degli insetticidi è necessario ricordare che essi trovarono prima impiego bellico come armi chimiche e che tuttora essi sono stoccati per tale uso negli arsenali di quasi tutti i paesi. Furono utilizzati nel corso della I e della II Guerra Mondiale su vari fronti (gas asfissianti) e successivamente nel corso della guerra tra Iran e Iraq con l'effetto di sterminare interi villaggi.
Gli insetticidi di seconda generazione si affermarono dopo la seconda guerra mondiale, prima i cloroderivati organici, poi i fosforganici e un decennio dopo i carbammati.

### Cloroderivati organici
Fra i cloroderivati organici, il principale è il DDT (diclorodifeniltricloroetano), che all'inizio degli anni '40 del secolo scorso, inaugurò la nuova strategia di lotta contro gli insetti dannosi. Fu sintetizzato nell'800 da Zeidler e nel 1939 Müller ne scoprì il potere insetticida. Analoghi del DDT sono il DDD (diclorodifenildicloroetano) e il metossicloro. 
Anche il gammesano è un cloro derivato e fu sintetizzato nell'800 da Faraday; fu riscoperto come insetticida nel 1942 in Francia, da Dupire, e si compone di cinque stereoisomeri a diversa attività insetticida. Il più attivo, l'isomero γ (gamma), viene commercializzato puro al 99% col nome di lindano.

Più tardi comparvero i cloroderivati ciclodienici: clordano, eptacloro, dieldrina, endrina ed endosulfan, quest'ultimo un po' diverso perché nella sua molecola troviamo lo zolfo.

### Organofosforici
Gli organofosforici si originarono dalle ricerche di Schäder, in Germania, che cercava sostanze tossiche per l'impiego bellico; furono sintetizzati per la prima volta nel 1937 dalla Bayer (Germania). Questi composti fino al termine della seconda guerra mondiale sono stati protetti dal segreto militare. 
Nel 1944 fu sintetizzato il 0,0-dietil-0-para-nitrofenilfosfato, commercializzato col nome di parathion, un fosforganico di vasto impiego.

### Fisostigmina e carbammati
La fisostigmina fu scoperta nel 1863 da J. Jobst e Otto Hesse e venne sintetizzata da Percy Lavon Julian e Josef Pikl nel 1935. 
Da essa derivarono i carbammati di cui il carbaryl è il composto più noto e diffuso. Sono esteri dell'acido carbammico, derivati sintetici dell'eserina, un alcaloide contenuto nei semi di una leguminosa africana, Physostigma venenosum, la fava del Calabar, nota agli indigeni che la impiegavano in sommari "giudizi di Dio" facendone ingerire l'infuso ai presunti colpevoli. 
I carbammati furono sintetizzati da Gysin nel 1953 alla Union Carbide negli Stati Uniti. Oltre al carbaryl ricordiamo l'isolano (non più utilizzato), il pirimicarb, il lannate, il propoxur.

Il carbaryl fu prodotto sostituendo la catena laterale dell'acido carbammico con due anelli di benzene; nel grafico sottostante si possono vedere le varie sostituzioni che hanno danno luogo ai diversi insetticidi.

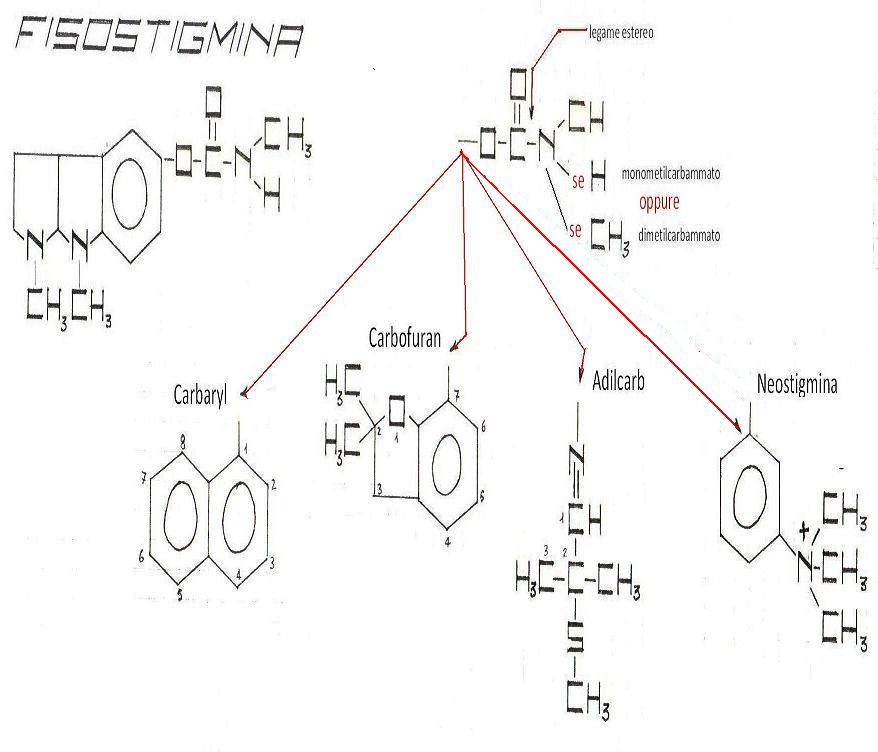
Fisostigmina e carbammati.

### Benzoiluree
(da riportare a nuova pagina "Regolatori di crescita")
La scoperta di questa classe chimica si ebbe negli anni 70 e fu casuale. Durante una sintesi programmata fra derivati degli erbicidi dichlobenil e fenuron si ottenne un prodotto che non aveva attività erbicida, ma una elevatissima attività insetticida. 
Il primo composto di questa classe immesso nel mercato fu il diflubenzuron nel 1975. Attualmente esistono dieci benzoiluree in commercio. 
Il meccanismo d'azione delle benzoiluree è completamente diverso da quello delle altre classi chimiche conosciute. I composti di questa classe esplicano la loro azione interferendo sulla formazione della chitina per cui, bloccando lo sviluppo delle larve nella fase di muta (per un'imperfetta formazione della nuova cuticola), provoca conseguentemente la loro morte. Per questo motivo sono classificati come insetticidi regolatori di crescita.
Questi insetticidi non sono sistemici ed esplicano la loro azione prevalentemente per ingestione.